# MTV Unplugged, Live in Melbourne
MTV Unplugged, Live in Melbourne è il primo album dal vivo di Tash Sultana, cantante e polistrumentista di nazionalità australiana, pubblicato il 3 giugno 2022 dalla Lonely Records.

## Tracce
Testi e musiche di Tash Sultana, eccetto dove indicato.
1. Musk (MTV Unplugged, Live in Melbourne) – 5:10
2. Big Smoke (MTV Unplugged, Live in Melbourne) – 11:04
3. Mystik (MTV Unplugged, Live in Melbourne) – 9:29
4. Sweet & Dandy (MTV Unplugged, Live in Melbourne) – 6:44
5. Pretty Lady (MTV Unplugged, Live in Melbourne) – 5:54 (Dann Hume, Matt Corby, Tash Sultana)
6. Crop Circles (MTV Unplugged, Live in Melbourne) – 6:25 (Dann Hume, Matt Corby, Tash Sultana)
7. Greed (MTV Unplugged, Live in Melbourne) – 6:25 (Dann Hume, Matt Corby, Tash Sultana)
8. Willow Tree (MTV Unplugged, Live in Melbourne) – 4:56 (Jerome Farah, Tash Sultana)
9. Blame It on Society (MTV Unplugged, Live in Melbourne) – 5:11
10. Coma (MTV Unplugged, Live in Melbourne) – 6:01
11. Dream My Life Away (feat. Josh Cashman) (MTV Unplugged, Live in Melbourne) – 5:16 (Josh Cashman, Tash Sultana)
12. Flume (MTV Unplugged, Live in Melbourne) – 4:01 (Justin Vernon)
13. Notion (MTV Unplugged, Live in Melbourne) – 10:17

## Classifiche

### Classifiche settimanali
| Classifica (2022) | Posizione massima |
| ----------------- | ----------------- |
| Belgio (Fiandre)  | 118               |
| Germania          | 12                |
| Svizzera          | 41                |